# Вагон метро 81-7021/7022
Вагони серії 81-7021/7022 — вагони метрополітену двох типів — головні (81-7021) і проміжні (81-7022), розроблені на початку XXI століття в Україні. Виробляються на ВАТ «Крюківський вагонобудівний завод» (м. Кременчук, Україна).

## Історія створення
Наприкінці 1990-х років виникла ідея розробки потягу оригінальної конструкції спеціально для потреб  Київського метрополітену. В результаті в 2000 р. був створений електропотяг «Славутич», але його серійне виробництво налагоджено не було і Київський метрополітен продовжував закупівлі вагонів серії  81-717/714 російського виробництва.
У 2003 на Крюківському вагонобудівному заводі почалися роботи по створенню першого метропотягу українського виробництва. В 2005 були спроектовані кузови для нових вагонів.
Перші два вагони були продемонстровані громадськості в День Незалежності України 24 серпня 2005 на відкритті станції метро «Бориспільська». 26 січня 2006 потяг з п'яти вагонів прибув на випробування в електродепо «Дарниця». 17 червня 2006 експериментальний потяг після доопрацювань на заводі був знову переданий в електродепо «Оболонь» для подальших випробувань.
Головні вагони отримали позначення 81-7021 та бортові номери 21001-21002, проміжні — 81-7022 та 22001-22003 відповідно.
20 січня 2009 перший потяг введено в експлуатацію на Сирецько-Печерський лінії київського метрополітену. Потяг відповідає нормам європейського стандарту, має аеродинамічну форму, сконструйований з урахуванням вимог шумоізоляції, кількість пасажирських місць збільшено на 15 %.

## Конструкція
У конструкції кузова використовуються листи із застосуванням низьколегованої сталі для зовнішньої обшивки і склопластик для декоративних масок на головних вагонах. Вагони мають вклеєні вікна і розсувні двері, розташовані в чотирьох дверних отворах, які знаходяться на рівній відстані один від одного. Двері можуть бути відкриті машиністом або ж пасажирами за допомогою спеціальних кнопок відкривання дверей, встановлених всередині і зовні метровагонів.
В пасажирських салонах встановлено дві лінії світильників, в обшивці використовуються пластикові панелі, сидіння оббиті м'якою тканиною. У торцях головних вагонів передбачені спеціальні місця для інвалідних колясок. Вентиляція салонів (примусова та витяжна) оснащена резервним живленням від акумуляторних батарей. Наявність вклеєних склопакетів і конструкція вентиляційної системи забезпечують необхідну шумо- і теплоізоляцію. Всередині салонів і зовні вагонів є 9 відеокамер спостереження, зображення з яких виводиться на монітор в кабіні машиніста.
Кабіна машиніста обладнана приладами керування, контрольно-вимірювальними приладами, засобами зв'язку з диспетчером, а також кондиціонером; крісло машиніста має 7 фіксованих положень регулювання. Ходова частина та електрообладнання вагонів аналогічні застосованим на «номерних» поїздах виробництва Метровагонмашу і Ленінградського вагонобудівного заводу ім. І. Є. Єгорова.
10 жовтня 2010 стало відомо, що «КВБЗ» планує на 50 річницю  Київського метрополітену представити новий поїзд метро з асинхронним тяговим приводом. Дослідний склад метро з асинхронним приводом полегшить обслуговування техніки і дозволить економити електроенергію.

## Модифікації

### 81-7021.1/7022.1
З середини 2009 року на КВБЗ тривала робота з будівництва перших 50 вагонів серії 81-7021.1/7022.1 для метрополітену. В результаті 19 березня до Києва прибули перші 5 вагонів серії 81-7021.1/7022.1. Наступний потяг прибув 23 квітня. На цей момент перший потяг проходить випробовування на Сирецько-Печерський лінії й проходить обкаточні роботи. В процесі обкатки було виявлено несправності, які усунули.
Особливістю вагонів є те, що конструкція та системи потягу зазнали значних змін та вдосконалень. Була змінена маска головного вагону на більш прямокутну, для покращення огляду машиніста та зменшення довжини потягу. Була вдосконалена система вентиляції. В вагонах з'явилися кватирки для вентиляції. Крім того вагони базуються на візку виробництва КВБЗ.

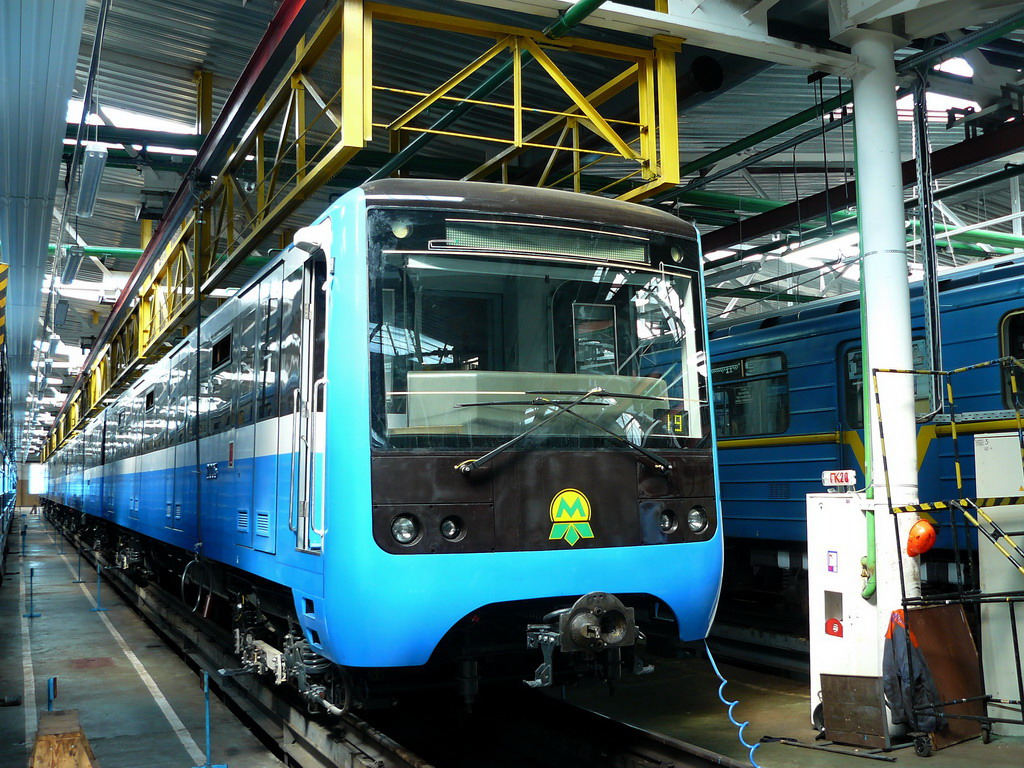
Поїзд у депо
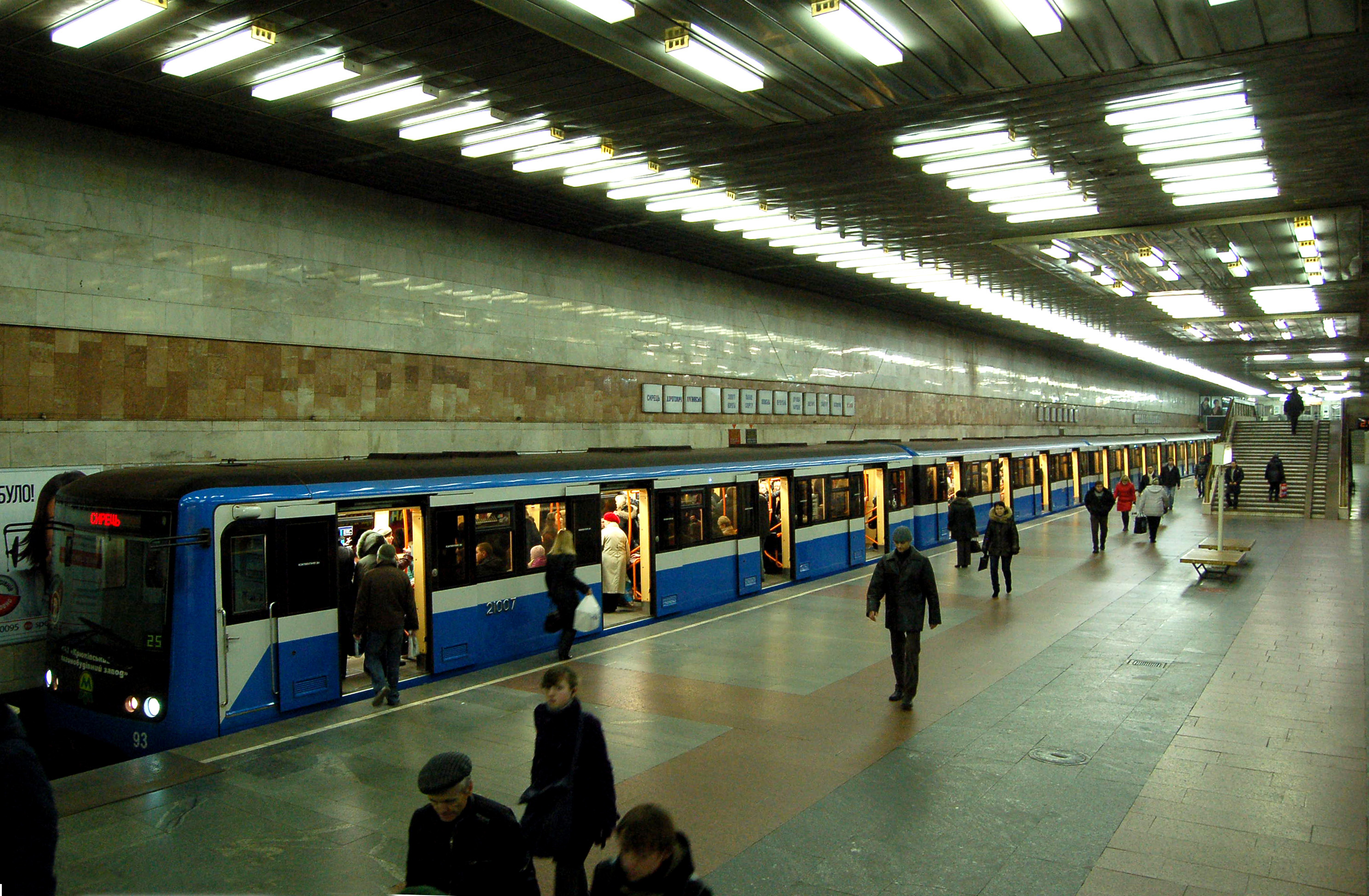
Поїзд на станції метро «Позняки»

## Галерея

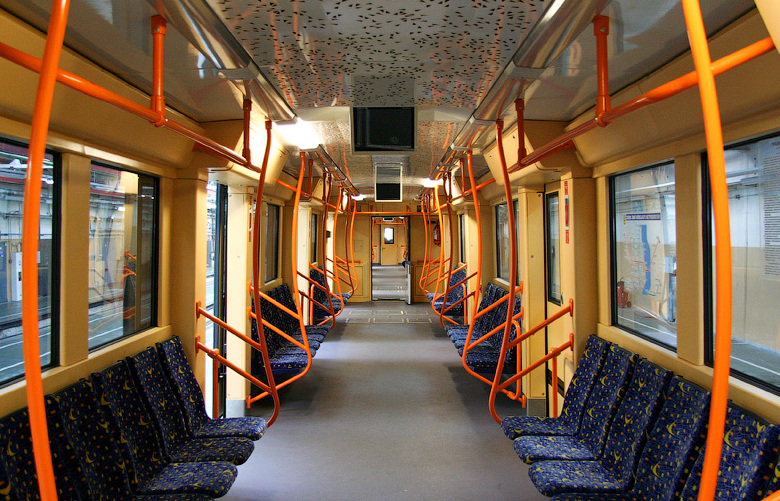
Внутрішній інтер'єр вагону
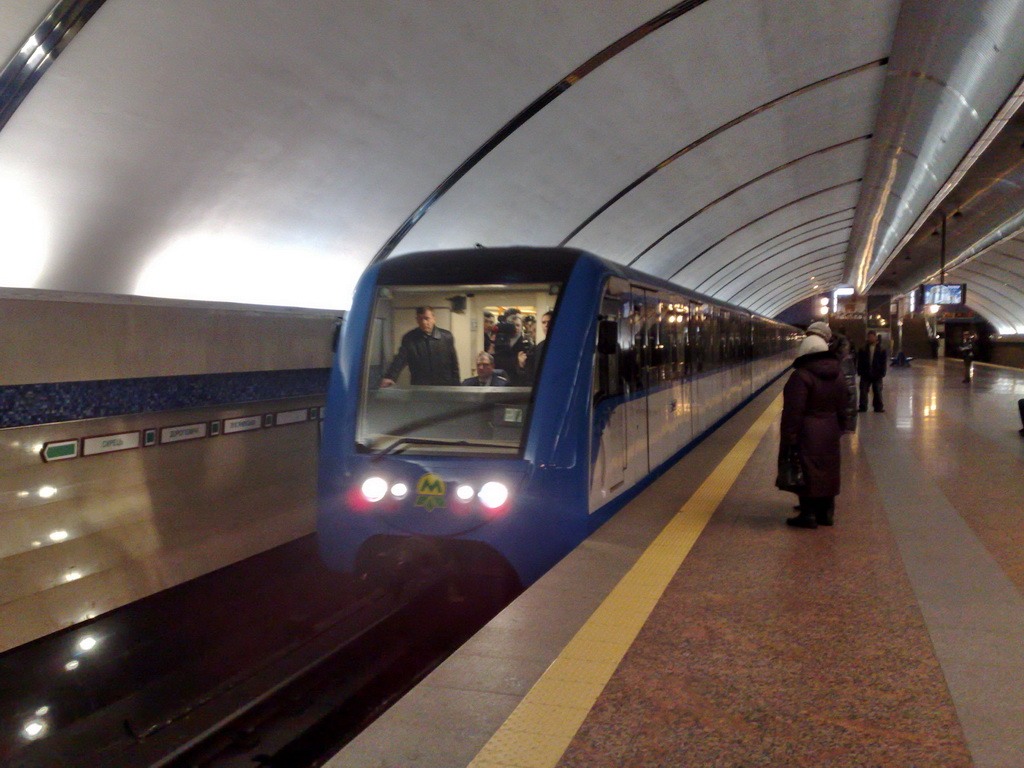
Поїзд на станції метро «Бориспільська»
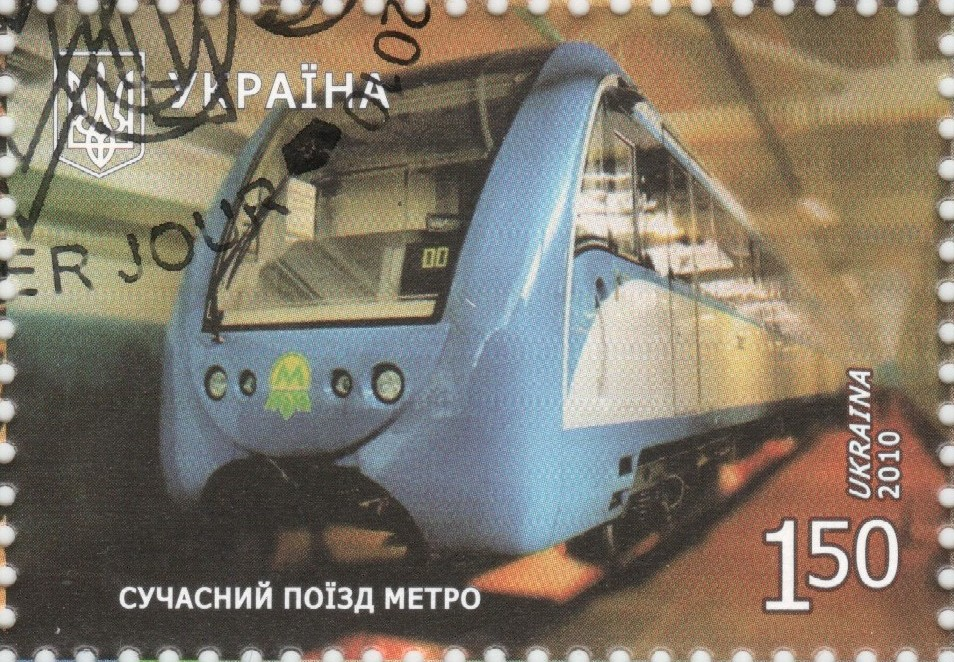
Поштова марка «Сучасний поїзд метро» із зображенням вагонів серії 81-7021/7022
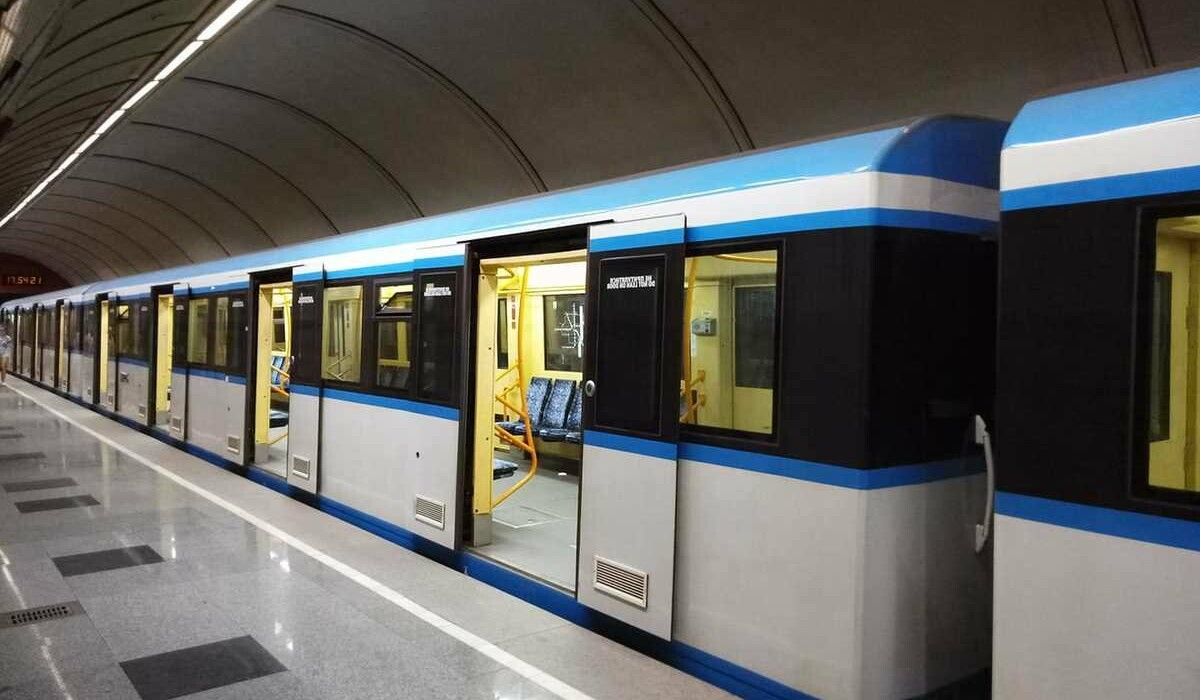
Вид збоку

## Експлуатація
Перший вітчизняний експериментальний потяг для метрополітену був прийнятий в експлуатацію на Сирецько-Печерський лінії 20 січня 2009 року. В процесі експлуатації було виявлено незадовільну роботу системи вентиляції, яку покращили, для чого потяг тимчасово знімали з експлуатації. Також окремі зауваження були на перших порах до автоматичної роботи дверей. Однак більшість зауважень, пред'явлених виробнику ВАТ «Крюківський вагонобудівний завод», було усунено.
11 травня 2010 року перший серійний потяг «Крюківського вагонобудівного заводу» випущений на Сирецько-Печерський лінію. Потяг має оновлений дизайн, салони вагона обладнано зручними й практичними в експлуатації сидіннями, нова конструкція дверей забезпечує безпеку експлуатації, щільність від проникнення пилу та вологи. В той же час вертикальні і горизонтальні поручні забезпечують зручне розташування пасажира у вагоні.